# Drie gestalten van de Eerste Gedachte
De  Drie gestalten van de Eerste Gedachte is een gnostisch geschrift, dat in een Koptische vertaling onderdeel was van de vondst van de Nag Hammadigeschriften in 1945. Er moet een oorspronkelijk Griekse tekst zijn geweest, maar daar is nooit iets van gevonden. 
In de gnostiek is het pleroma de benaming voor de volheid, de structuur en verblijfplaats van de goddelijke wereld. Meestal is er aan de top van het pleroma sprake van een Vader, een Moeder en een Zoon. De Vader ziet zich weerspiegeld in het lichtwater dat hem omgeeft en realiseert zich dat hij zichzelf ziet. Die gedachte verzelfstandigt zich en dat creëert de Moeder, vaak aangeduid als de Eerste Gedachte (Protennoia).
Deze vrouwelijke vorm van de gnostische hoogste Onkenbare God daalt in deze tekst driemaal in steeds een verschillende openbaringsgestalte af naar de materiële wereld. Op het vakgebied wordt vaak gewezen op de gelijkenis met de Apocryphon van Johannes, waar aan het slot van de zogenaamde lange recensie een andere gestalte met de naam Pronoia (Voorzienigheid) ook driemaal afdaalt om de mensen gnosis te brengen. 
Een aantal in de tekst beschreven voorstellingen vertonen gelijkenis met die van de proloog van het  Evangelie volgens Johannes (1:1-18). Een aantal onderzoekers is van opvatting, dat de tekst van de  Drie gestalten van de Eerste Gedachte ouder moet zijn dan die van de proloog. Die laatste tekst zou dan voor een deel afhankelijk zijn van een vroegere versie van de tekst van de  Drie gestalten van de Eerste Gedachte. Die opvatting wordt door anderen op het vakgebied betwist. Er is wel overeenstemming dat van de nu bekende tekst oudere versies moeten hebben bestaan waar later ander tekstmateriaal aan moet zijn toegevoegd. Er zijn onderzoekers die de datering van de oorspronkelijk Griekse tekst in de vorm zoals nu bekend is in de tweede helft van de tweede eeuw plaatsen. Andere onderzoekers achten de eerste helft derde eeuw waarschijnlijker

## Essentie van de inhoud
De tekst is een monoloog, een zelfopenbaring van de Eerste Gedachte. Zij presenteert zich in het begin van de tekst als
 Ik ben de Onzichtbare in het Al
 Ik overweeg wat verborgen is
 want ik ken alles wat zich daarin bevindt
 Ik ben ontelbaar, meer dan wie ook
 Ik ben onmetelijk, onbeschrijflijk  
 Ik zal mij echter zelf openbaren als ik dat wil
 Ik ben de beweging van het Al, omdat ik aanhet Al vooraf ga
 Ik ben het Al, omdat ik in iedereen ben
 Ik ben een geluid dat zacht klinkt
Een zelfde vorm van - nog aanzienlijk langere - presentatie komt voor in Donder - Volmaakte Geest. De eerste afdaling is in de gestalte van een Klank, een onbestemd geluid. Bij de tweede afdaling heeft zij de gestalte van de Stem (van God). Bij haar derde afdaling neemt zij een menselijke gestalte aan. In de tekst wordt dat duidelijk gemaakt door: De derde keer openbaarde ik mezelf aan hen in hun tenten als Woord, Logos, en ik openbaarde mezelf in de gelijkenis van hun uiterlijk. Het is een van de passages die tot de veronderstelling heeft geleid van een verwantschap van de tekst met die van de proloog van het Evangelie naar Johannes. Daar staat Ja, het Woord is vlees geworden! Hij is onder ons zijn tent komen opslaan. 
De menselijke gestalte bij haar derde afdaling wordt geïnterpreteerd als het lichaam van Jezus. In de tekst staat Ik was het die Jezus aandeed. De verschijning van de drie gestaltes zijn ook uitdrukkingen van de gnostische triniteit van Vader, Moeder en Zoon. 
In de tekst worden de drie zelfopenbaringen afgewisseld met tekstdelen over mythologische voorstellingen die bekend zijn uit andere gnostische geschriften alsmede over de verlossing. Dit zijn de tekstdelen die mogelijk later zijn toegevoegd. De in die delen beschreven voorstellingen hebben een grote gelijkenis met die in het  Heilige boek van de grote onzichtbare Geest. 